# Einband-Europameisterschaft 1965

Logo CEB (ausrichtender Verband)

Veranstaltungsort: Montecatini Terme

Die Einband-Europameisterschaft 1965 war das 14. Turnier in dieser Disziplin des Karambolagebillards und fand vom 24. bis zum 27. September 1964 in Montecatini Terme in der Toskana statt. Die EM zählte zur Saison 1964/65. Es war die erste Einband-Europameisterschaft in Italien.

## Geschichte
Weiter ungeschlagen ist Raymond Ceulemans bei der Einband-EM. Diesmal aber ohne neue Rekordleistungen. Zweiter mit dem besten GD des Turniers wurde der Wiener Johann Scherz vor dem Niederländer Bert Teegelaar. Zum ersten Mal seit 1957 startete August Tiedtke wieder als Deutscher Meister bei der EM.

## Turniermodus
Hier wurde im Round Robin System bis 200 Punkte gespielt. Es wurde mit Nachstoß gespielt. Damit waren Unentschieden möglich.
Bei MP-Gleichstand wird in folgender Reihenfolge gewertet:
1. MP = Matchpunkte
2. GD = Generaldurchschnitt
3. HS = Höchstserie

## Abschlusstabelle

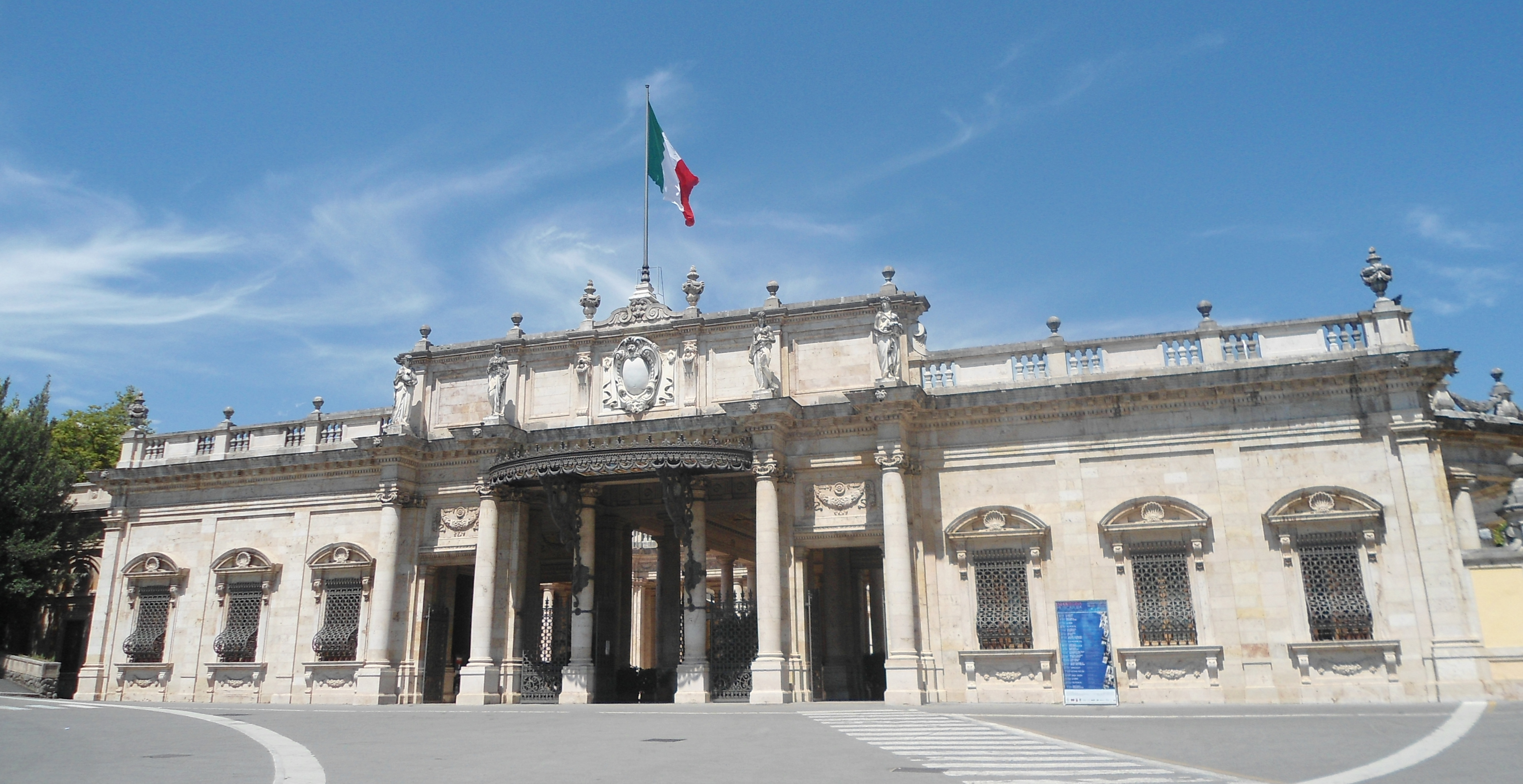
Terme Tettuccio

| MP    | Match Points (Sieger = 2; Unentschieden = 1; Verlierer = 0) |
| Pkte. | Erzielte Karambolagen                                       |
| Aufn. | Benötigte Versuche                                          |
| GD    | Generaldurchschnitt                                         |
| BED   | Bester Einzeldurchschnitt eines Spielers                    |
| HS    | Höchstserie                                                 |
|       | Bester GD des Turniers                                      |
|       | Bester ED des Turniers                                      |
|       | Beste HS des Turniers                                       |
|       | 1. Platz (Gold)                                             |
|       | 2. Platz (Silber)                                           |
|       | 3. Platz (Bronze)                                           |

| Platz                     | Name               | MP   | Pkte. | Aufn. | GD   | BED  | HS |
| ------------------------- | ------------------ | ---- | ----- | ----- | ---- | ---- | -- |
| 1                         | Raymond Ceulemans  | 14:0 | 1400  | 225   | 6,22 | 9,52 | 52 |
| 2                         | Johann Scherz      | 10:4 | 1284  | 200   | 6,42 | 9,09 | 50 |
| 3                         | Bert Teegelaar     | 8:6  | 1229  | 294   | 4,18 | 5,26 | 30 |
| 4                         | August Tiedtke     | 8:6  | 1278  | 307   | 4,16 | 5,55 | 26 |
| 5                         | Egidio Vieira      | 8:6  | 1199  | 344   | 3,48 | 4,87 | 31 |
| 6                         | Eduardo Brufau     | 4:10 | 1090  | 227   | 4,80 | 5,55 | 42 |
| 7                         | Clément van Hassel | 4:10 | 1295  | 291   | 4,45 | 9,52 | 61 |
| 8                         | Erwin Zanetti      | 0:14 | 828   | 310   | 2,67 | –    | 15 |
| Turnierdurchschnitt: 4,36 |                    |      |       |       |      |      |    |